# イブラヒム・メイテ
イブラヒム・メイテ（Ibrahim Meite、1976年11月18日 ‐ ）は、コートジボワールの元陸上競技選手。専門は短距離走。200mと室内60mの元コートジボワール記録保持者。世界選手権男子4×100mリレーにおける最年少ファイナリスト記録保持者である

## 経歴
1993年8月、16歳の若さでシュトゥットガルト世界選手権男子4×100mリレーに出場すると、予選・準決勝・決勝の全てでコートジボワールチームのアンカーを務めた。決勝では38秒82の7位に終わったが、16歳277日という若さで決勝の舞台に立ったメイテは、世界選手権男子4×100mリレー決勝における最年少出場記録を更新した。

## 家族
父のアマドゥ（故人）は100mと200mの元コートジボワール記録保持者で、1978年アフリカ競技大会男子100mの金メダリスト。4歳年の離れた弟のスレイマン（Souleymane）は1999年アフリカジュニア選手権男子100mの銀メダリスト。10歳年の離れた弟のベン＝ユスフは100mのコートジボワール記録保持者（9秒96）、200mの元コートジボワール記録保持者で、2016年リオデジャネイロオリンピック男子100mのファイナリスト（6位）である。

## 自己ベスト
記録欄の（　）内の数字は風速（m/s）で、+は追い風を意味する。
| 種目 | 記録            | 年月日                     | 場所                      | 備考                       |
| 屋外 | 屋外            | 屋外                       | 屋外                      | 屋外                       |
| ---- | --------------- | -------------------------- | ------------------------- | -------------------------- |
| 100m | 10秒24（+1.9）  | 2000年9月22日              | シドニー                  |                            |
| 100m | 10秒11w（+3.7） | 2002年6月22日              | エドモントン              | 追い風参考記録             |
| 200m | 20秒64（+0.4）  | 1994年6月19日              | ナルボンヌ                | 元コートジボワール記録     |
| 室内 |                 |                            |                           |                            |
| 50m  | 5秒69           | 1995年1月29日              | グルノーブル              |                            |
| 60m  | 6秒58           | 1994年2月13日 2002年3月9日 | リエヴァン シェルブルック | 元室内コートジボワール記録 |

## 主要大会成績
備考欄の記録は当時のもの
| 年   | 大会                        | 場所               | 種目    | 結果    | 記録           | 備考                          |
| ---- | --------------------------- | ------------------ | ------- | ------- | -------------- | ----------------------------- |
| 1992 | 世界ジュニア選手権          | ソウル             | 100m    | 準決勝  | 10秒77         |                               |
| 1993 | 世界室内選手権              | トロント           | 60m     | 予選    | 6秒82          |                               |
| 1993 | 世界選手権                  | シュトゥットガルト | 4x100mR | 7位     | 38秒82（4走）  | 最年少ファイナリスト記録      |
| 1994 | 世界ジュニア選手権          | リスボン           | 100m    | 6位     | 10秒34（+1.2） |                               |
| 1994 | 世界ジュニア選手権          | リスボン           | 200m    | 7位     | 21秒24（+1.7） |                               |
| 1995 | 世界室内選手権              | バルセロナ         | 60m     | 準決勝  | 6秒63          |                               |
| 1995 | アフリカジュニア選手権 (en) | ブアケ             | 100m    | 優勝    | 10秒32（-1.1） |                               |
| 1995 | アフリカジュニア選手権 (en) | ブアケ             | 200m    | 優勝    | 20秒76（0.0）  | 大会記録                      |
| 1995 | アフリカジュニア選手権 (en) | ブアケ             | 4x100mR | 優勝    | 39秒51         |                               |
| 1995 | 世界選手権                  | イェーテボリ       | 100m    | 2次予選 | 10秒50（-0.3） |                               |
| 1995 | 世界選手権                  | イェーテボリ       | 4x100mR | 準決勝  | 39秒50（4走）  |                               |
| 1996 | オリンピック                | アトランタ         | 4x100mR | 準決勝  | 38秒99         |                               |
| 1997 | 世界室内選手権              | パリ               | 60m     | 予選    | 6秒71          |                               |
| 1997 | 世界選手権                  | アテネ             | 100m    | 1次予選 | 10秒50（+0.4） |                               |
| 1997 | 世界選手権                  | アテネ             | 4x100mR | 予選    | DQ（4走）      |                               |
| 1997 | フランス語圏競技大会 (en)   | アンタナナリボ     | 100m    | 2位     | 10秒33（+0.3） |                               |
| 1997 | フランス語圏競技大会 (en)   | アンタナナリボ     | 200m    | 2位     | 20秒94（-2.2） |                               |
| 1997 | フランス語圏競技大会 (en)   | アンタナナリボ     | 4x100mR | 優勝    | 38秒7          |                               |
| 1998 | アフリカ選手権 (en)         | ダカール           | 4x100mR | 優勝    | 38秒76         |                               |
| 1999 | 世界選手権                  | セビリア           | 100m    | 2次予選 | 10秒34（-0.4） |                               |
| 2000 | オリンピック                | シドニー           | 100m    | 2次予選 | 10秒40（-1.7） |                               |
| 2000 | オリンピック                | シドニー           | 4x100mR | 準決勝  | 38秒82（4走）  |                               |
| 2001 | 世界室内選手権              | リスボン           | 60m     | 予選    | 6秒77          |                               |
| 2001 | フランス語圏競技大会 (en)   | オタワ             | 100m    | 6位     | 10秒38（+0.7） |                               |
| 2001 | フランス語圏競技大会 (en)   | オタワ             | 100m    | 準決勝  | DNF            |                               |
| 2001 | 世界選手権                  | エドモントン       | 100m    | 2次予選 | 10秒48         |                               |
| 2001 | 世界選手権                  | エドモントン       | 4x100mR | 準決勝  | 38秒60（1走）  | 決勝進出 コートジボワール記録 |
| 2002 | アフリカ選手権 (en)         | ラデス             | 4x100mR | 決勝    | DQ             |                               |
| 2003 | 世界選手権                  | パリ・サン＝ドニ   | 4x100mR | 予選    | 39秒34（1走）  |                               |